# 斑纹木贼
斑纹木贼（学名：Equisetum variegatum）为木贼科木贼属下的一个种。

## 扩展阅读
- 維基物種上的相關：斑纹木贼